# Desperiostização
A deperiostização é o processo secundário à compressão óssea por fixação interna de fraturas com estabilização absoluta. Os fragmentos ósseos perdem parte do periósteo devido ao comprometimento do suprimento vascular, podendo haver também necrose óssea e, consequentemente, pesudoartrose e retardo da consolidação óssea. Uma estratégia cirúrgica para evitá-las é a adoção enxerto ósseo autólogo, que é rapidamente revitalizado e participa da consolidação.